# Biserica reformată din strada Voinicenilor
Biserica reformată din strada Voinicenilor (în maghiară Szabadi úti református templom) este o biserică construită între 1936-1937 în stilul specific arhitecturii ardelenești după planurile lui Zsombor Kelemen în cartierul Unirii din municipiul Târgu Mureș. Complexul bisericesc mai cuprinde o casă parohială în stil asemănător unită cu nava bisericii printr-un coridor acoperit.

## Istoric
După reuniunea prezbiterială s-a născut hotărârea prin care s-a luat decizia edificării unei biserici și case parohiale pentru cei 750 de reformați aflați la marginea orașului. Între 1936-1937 biserica și casa parohială a fost construită după planurile lui Zsombor Kelemen care conțineau multe elemente specifice arhitectului Károly Kós și arhitecturii populare secuiești. Slujba de sfințire a fost ținută de episcopul János Vásárhelyi în 12 decembrie 1937.

## Descriere
În interior se găsește mobilier bisericesc de valoare artistică. Masa domnului din 1936 este cadoul fostului primar György Bernády care ocupa funcția de prim-curator la Biserica din Cetate. Amvonul și banca lui Moise sunt donațiile lui Márton Telegdy și Ilona Telegdy în amintirea fratelui lor, István Telegdy. Totodată, din 1945 la galerie se găsește o orgă construită de Sándor Országh în anul 1895.

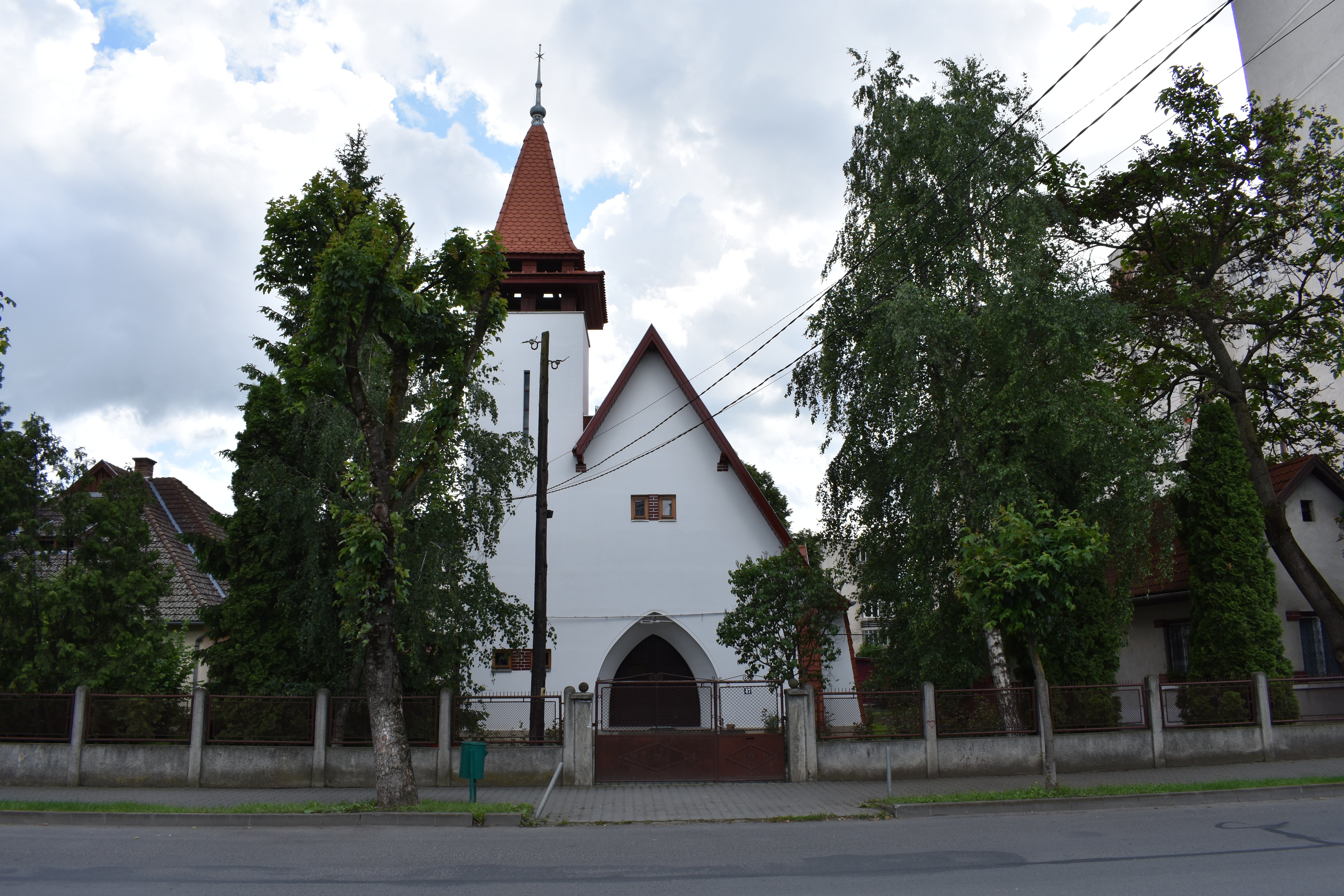
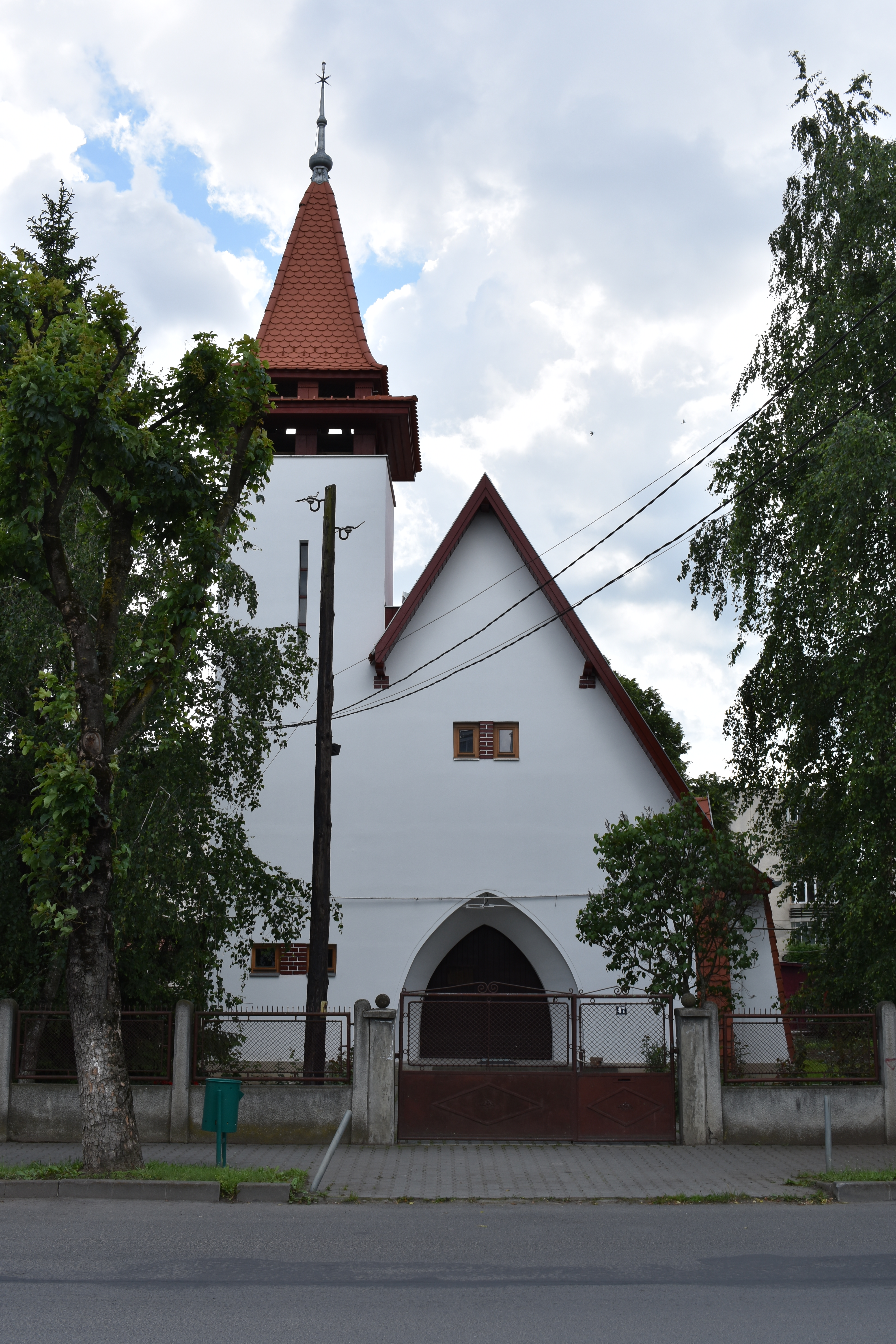
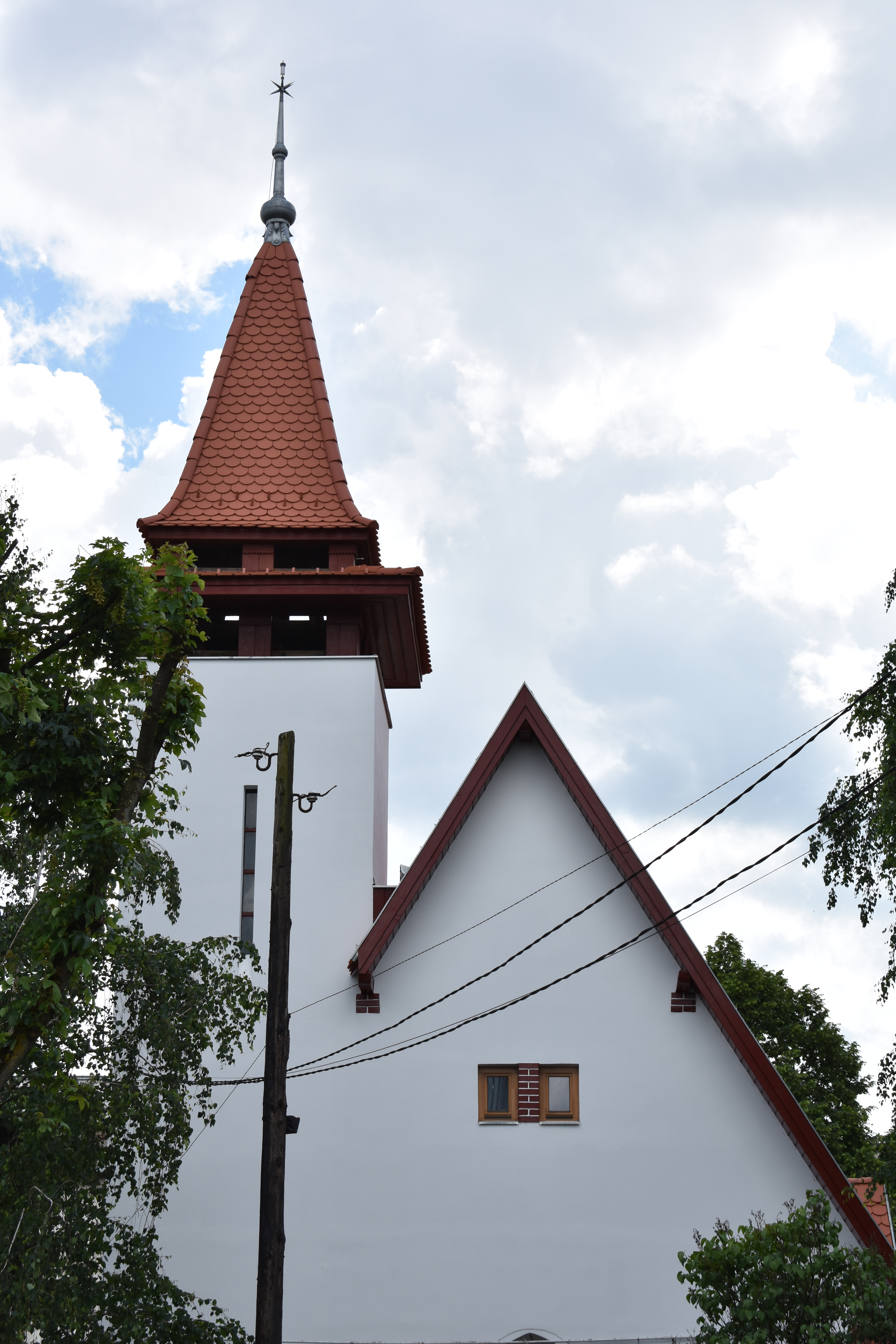